# Strahlenlose Kamille

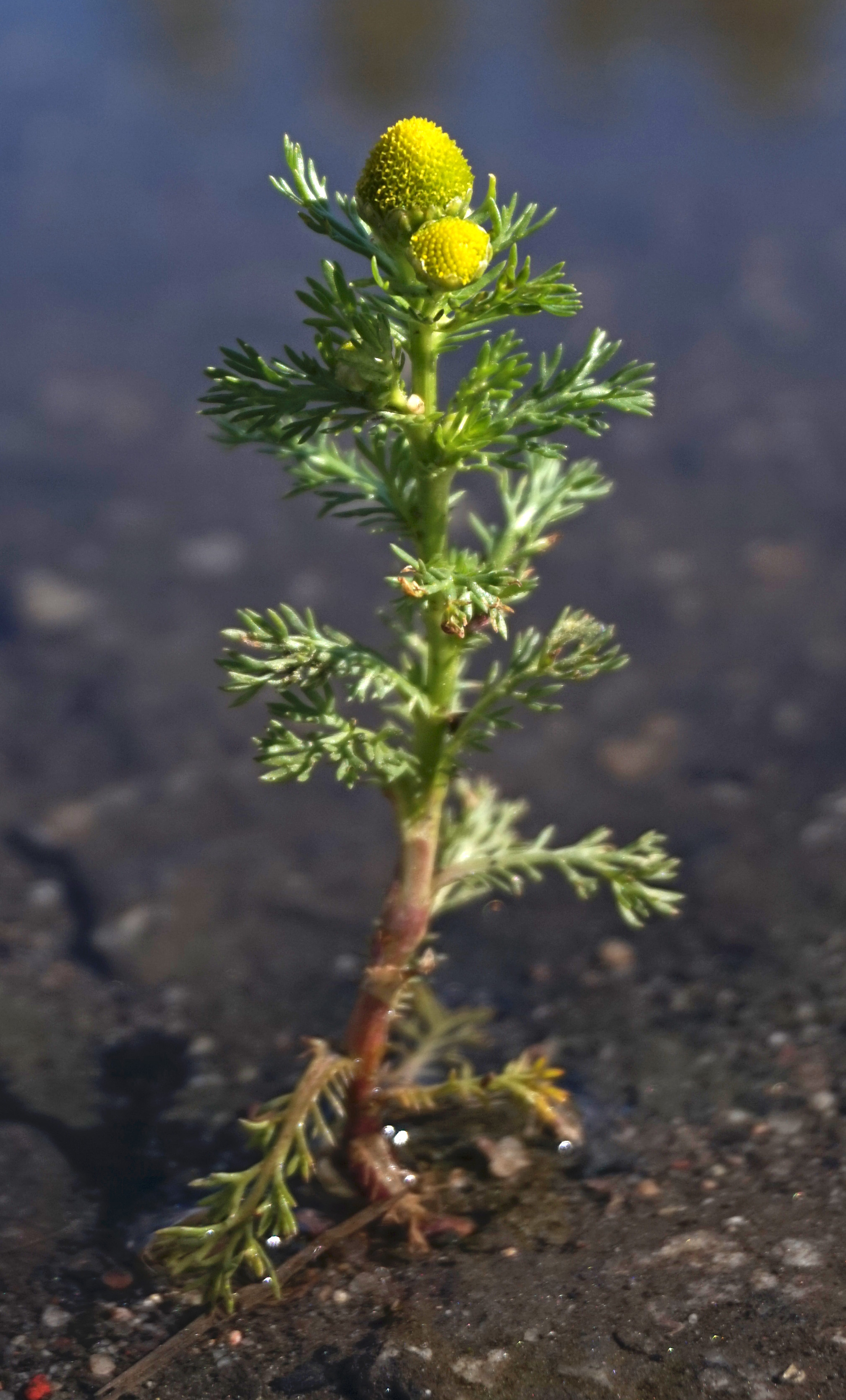
Strahlenlose Kamille (Matricaria discoidea)

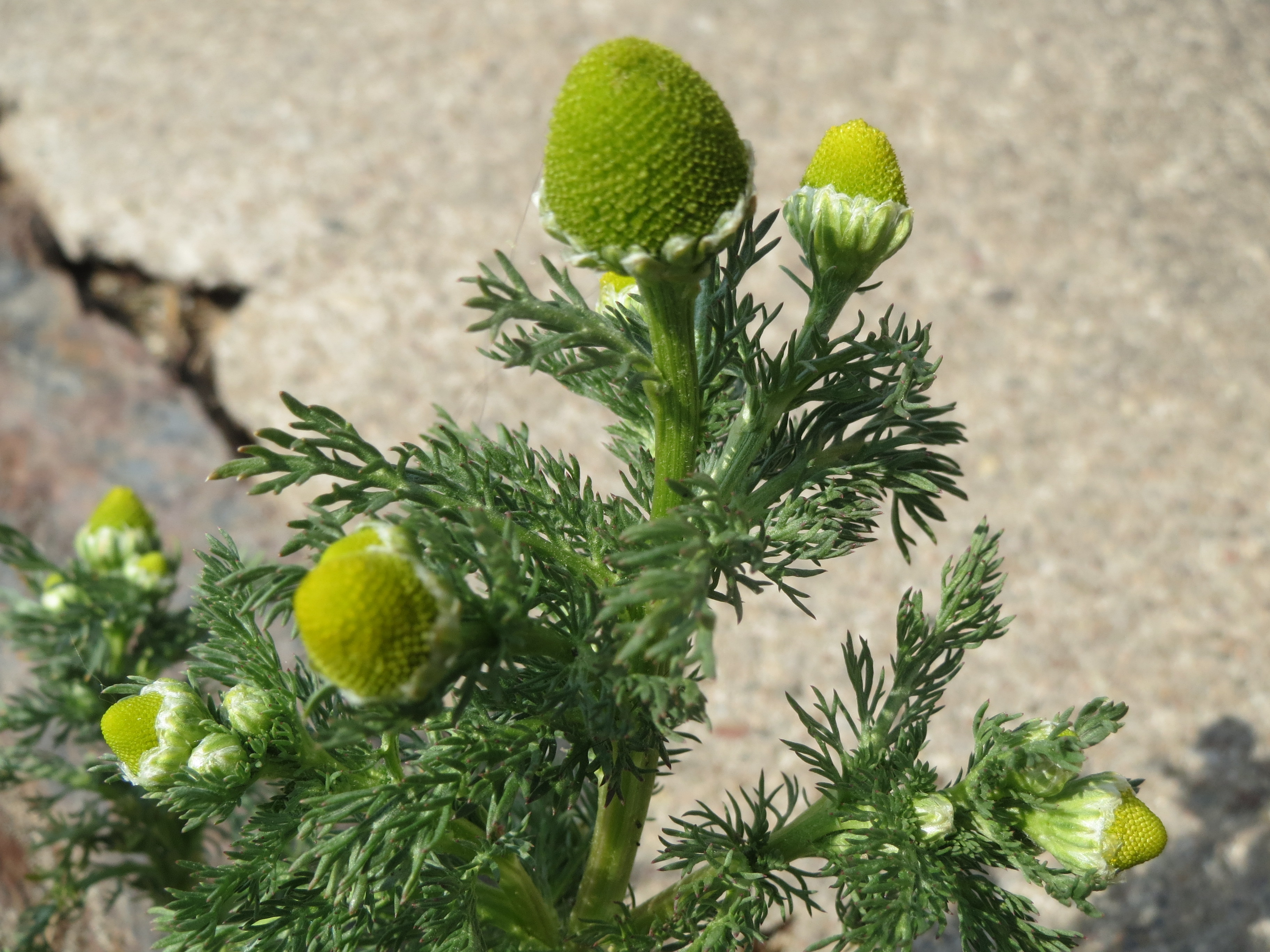
Strahlenlose Kamille (Matricaria discoidea)

Die Strahlenlose Kamille (Matricaria discoidea), auch Strahllose Kamille genannt,  ist eine Pflanzenart aus der Gattung der Kamillen (Matricaria); sie gehört zur Unterfamilie der Asteroideae innerhalb der Familie der Korbblütler (Asteraceae). Ihren Namen verdankt sie dem Fehlen der weißen Zungenblüten.

## Beschreibung
Die Strahlenlose Kamille ist eine einjährige krautige Pflanze, die Wuchshöhen von etwa 5 bis 40 Zentimetern erreicht. Die Stängel sind aufrecht oder aufsteigend, etwas fleischig, nach oben verzweigt, manchmal auch vom Grund an verzweigt. Die Zweige sind gerade, im unteren Teil kahl und manchmal unterhalb des Köpfchens etwas behaart. Die Blätter sind 2–6 Zentimeter lang und 1–2 Zentimeter breit, kahl, sind doppelt bis dreifach fiederteilig und tragen zahlreiche Zipfel, die zugespitzt oder kurz begrannt sind.
Die Köpfchen haben einen Durchmesser von 5 bis 12 Millimeter und sind kurz gestielt. Die Hüllblätter stehen mehrreihig, sind fast gleich lang, eilänglich, stumpf und haben einen breiten durchscheinenden Rand. Im Gegensatz zur Echten Kamille besitzt die strahlenlose Kamille keine weißen Zungenblüten. Ihre zwittrigen Röhrenblüten sind gelblich-grün und stark duftend. Die Blütenkrone ist 1,1–1,4 Millimeter lang. Die Achänen sind blassbraun und tragen 3–4 Rippen auf der Bauchseite. Der Blütenboden ist kugelförmig und hohl.
Die Blütezeit ist von Juni bis September (selten auch bis November).
Die Chromosomenzahl der Art ist 2n = 18.

## Ökologie
Die Blüten werden durch Insekten (besonders Dipteren) bestäubt oder bestäuben sich selbst.
Es handelt sich um eine typische Trittpflanze: Die Früchte verschleimen bei Nässe, bleiben dann an Schuhen, Reifen usw. kleben und können so über weite Strecken verschleppt werden.
Die Pflanze riecht ähnlich wie die Echte Kamille (Matricaria chamomilla), ihr ätherisches Öl ist jedoch anders zusammengesetzt, so dass sie nicht als Ersatz für diese verwendet werden kann. Eine im östlichen Nordamerika eingeschleppte Form besitzt Apfelgeruch.

## Vorkommen
Die Strahlenlose Kamille ist ursprünglich in  Nordostasien und im pazifischen Nordamerika verbreitet. Sie tritt in gemäßigten Zonen weltweit als Neophyt auf. In Mitteleuropa  wurde sie 1852 erstmals als Gartenflüchter aus dem Botanischen Garten Berlin beobachtet und ist mittlerweile völlig eingebürgert.
Sie kommt in Trittrasen, vor allem in Siedlungsnähe vor; sie wächst dort oft in größeren Gruppen. Sie bevorzugt offenen, nährstoffreichen, dichten Lehm- und Tonboden.
In den Lechquellengebirge steigt sie in Vorarlberg am Hotel Körbersee bis zu 1670 m Meereshöhe auf.
Nach Ellenberg ist sie eine Lichtpflanze, ein Mäßigwärmezeiger, ein Frischezeiger, ein Schwachsäure- bis Schwachbasezeiger, ein ausgesprochener Stickstoffzeiger und eine Verbandscharakterart der Vogelknöterich-Trittrasen-Gesellschaften (Polygonion avicularis).
Die ökologischen Zeigerwerte nach Landolt et al. 2010 sind in der Schweiz: Feuchtezahl F = 3w+ (mäßig feucht aber stark wechselnd), Lichtzahl L = 4 (hell), Reaktionszahl R = 4 (neutral bis basisch), Temperaturzahl T = 3+ (unter-montan und ober-kollin), Nährstoffzahl N = 4 (nährstoffreich), Kontinentalitätszahl K = 3 (subozeanisch bis subkontinental).

## Systematik
Synonyme für die Strahlenlose Kamille sind  Artemisia matricarioides auct. non Less., Matricaria matricarioides auct. non (Less.) Porter,  Santolina suaveolens Pursh, Chamomilla suaveolens (Pursh) Rydb.,  Matricaria suaveolens (Pursh) Buchenau, Tanacetum suaveolens (Pursh) Hook.

## Geschichte
Die Geschichte der Ausbreitung der Strahlenlosen Kamille in Deutschland beginnt mit der Entdeckung durch Alexander Braun im Jahr 1852. Er fand die Art in Berlin-Schöneberg auf der „Dorfstraße“ in Gesellschaft von Xanthium strumarium, Lepidium squamatum, Sisymbrium irio und Impatiens parviflora. Später entdeckte sie Robert Caspary 1859 in Königsberg zwischen der Unionsgießerei und dem Ausfalltor. Die Ausbreitung selber erfolgte hauptsächlich durch den Eisenbahn- und Schiffsverkehr und im Detail durch die verschleimenden Achänen an Wagenrädern, Füßen und Hufen. Schon nach etwa 50 Jahren war die Art in Deutschland weit verbreitet, aber die Dichte der Verbreitung nahm weiterhin zu. In der West- und Südschweiz erfolgte die Verbreitung erst in den dreißiger und vierziger Jahren des 20. Jahrhunderts.